# Eszperantisták üldöztetése
Eszperantisták üldöztetése: Különböző korok rezsimei az eszperantót vagy az eszperantistákat üldözték a nyelvvel kapcsolatos tevékenységeik miatt. Az eszperantó ellenes tevékenységek egy része a nemzetközi nyelv belső eszméjében foglaltakra, vagy feltételezésekre, fikciókra épült; vagy az eszperantistáknak tulajdonított internacionalizmus vagy kozmopolitizmus ellenes mozgalmak ellenszenvéből fakadt. Az üldözések a zaklatástól a propagandatevékenységig, a nyelvi tevékenységek betiltásáig, a megszólalók elleni megtorlásokig terjedtek. Ulrich Lins német történész, japánológus eszperantista 1988-ban írta meg a történetet a La danĝera lingvo (A veszélyes nyelv) c. könyvében.

## A cári Oroszország
Az eszperantó nyelv az Orosz Birodalom területén született, itt került bemutatásra az Unua Libro az első eszperantó nyelvkönyv, orosz nyelven. A nyelvkönyvnek cenzúrán kellett átesnie.
Kezdetben a mű terjesztését a hatóságok nyíltan nem akadályozták. Problémák merültek fel azonban Tolsztoj művek fordításai miatt. 1895-ben Tolsztoj "Prudento aŭ kredo" cikke megjelent az Esperantisto folyóiratban, ami miatt a cári cenzúra megtiltotta a folyóirat további megjelenését Oroszországban. Ez a tilalom elkerülhetetlenül a folyóirat megszűnéséhez vezetett, mert előfizetőinek többsége Oroszországban volt.

## Zsidók és kommunisták nyelve - a náci időszak
Hitler már megemlíti az eszperantót zsidóellenes propagandájában a Mein Kampf (Harcom) című művében:

„Dum judo ankoraŭ ne fariĝis la mastro de aliaj popoloj, li estas vole nevole devigita paroli iliajn lingvojn, sed kiam aliaj popoloj fariĝas lia sklavo ili estos ĉiuj devigitaj lerni universalan lingvon (Esperanto, ekzemple) tiel ke Judoj povas pli facile superregi ilin.”

„Amíg a zsidó nem lesz más népek ura, akarva-akaratlanul kénytelen beszélni a nyelveiken, de amikor más népek a rabszolgái lesznek, mindannyian kénytelenek lesznek egyetemes nyelvet (például eszperantót) tanulni, hogy a zsidók könnyebben uralkodjanak felettük. ”

A nácik tevékenysége az eszperantista szervezetekkel szemben nem sokkal a hatalomra kerülésük után kezdődött, a munkás eszperantó mozgalom szervezeteinek betiltásával. 1933 áprilisában a rendőrség portyázott a Német Dolgozók Eszperantó Szövetségének székházában, amely egyben a Proletár Eszperantisták Nemzetközi Internacionáléjának (IPE) központjaként is szolgált, így szétzúzták a szervezetet. A rendőrség lefoglalta az EKRELO kiadó állományát is, és letartóztatta annak vezetőjét, Walter Kampfradot, a proletármozgalom sok más aktivistájával együtt.
A következő években az eszperantó tanítása fokozatosan megszűnt, és az egyesületeknek meg kellett felelniük az állam előírásainak.
1935. május 17.-én a királyi és porosz tudományos, oktatási és népnevelési miniszter rendelete betiltotta az eszperantó tanítását az iskolákban.
1936-ban Teo Jungot, a Heroldo de Esperanto kiadóját hívatta a Gestapo, közölték vele, hogy cége "nem kívánatos". Azonnal abba kellett hagynia a Heroldo kiadását Kölnben, októbertől az újság ismét megjelent a hollandiai Scheveningenben.
A mesterséges nyelvek gyakorlását a náci párt tagjai számára betiltották, amint azt Martin Bormann 1936. február 18.-án aláírt rendelete is bizonyítja. A Führer helyettese csak a szuperállam hatalmának biztosítása érdekében tiltotta meg a párt minden tagjának ill. a párt kapcsolt szervezeteinek mindenféle mesterséges nyelvű egyesülethez való tartozását.

## A nácik által megszállt országokban
Ausztriának már a Német Birodalomhoz való csatlakozása ill. az eszperantó munkásmozgalom kialakulása előtt is voltak problémái az országban, miután Engelbert Dollfuß rezsimje 1934 februárjában betiltotta az általános munkásmozgalmakat. Ez nagy csapás volt a Franz Jonas vezette szocialista eszperantó mozgalomra. A mozgalom tovább működött, de 1938-ban, miután a nácik bevonultak Bécsbe, először bezárták a Nemzetközi Eszperantó Múzeumot, augusztusban pedig felszámolták az eszperantó szervezeteket.
Az eredmény hasonló volt Csehszlovákia megszállásakor is.

## Jobboldali diktatórikus rendszerekben
A szélsőjobb különböző rezsimjei kimutatták, hogy nem szimpatizálnak az eszperantóval, néha betiltották a nyelv használatát vagy az eszperantóval kapcsolatos tevékenységeket. 

### Portugália
1936 szeptemberében, a Salazar-rezsim alatt, minden eszperantó társaságot betiltottak. A későbbiek folyamán az eszperantó tevékenységek közül "csak a nyelv használatát" engedélyezték, de a rendszer akadályozta a mozgalmat, egészen 1974-ig.

### Spanyolország
Az 1936 előtti spanyol eszperantó mozgalom meglehetősen pluralista volt, ideológiai szempontból nem voltak egységesek. A fő konfliktusokat a Julio Mangada vezette Spanyol Eszperantó Szövetség által képviselt centralista erők és a decentralizált csoportok közötti megosztottság okozta, amelyek között a legerősebbek a katalán nacionalisták voltak. A spanyol polgárháború kitörésekor a republikánus oldal eszperantót használt a propagandamunkában, különféle folyóiratokat adtak ki, és a nyelvet rádióadásokban is használták. Franco oldalán is voltak az eszperantónak hívei, ők is javasolták a nyelv használatát, de a hatóságok ezt elutasították. 
A háború után sok eszperantistát zaklattak, vagy száműzetésbe kellett vonulniuk, de magát a nyelvet nem tiltották be. Különféle zaklatásokat követtek el eszperantó csoportok ellen, ezzel sikerült is az eszperantó propagandát megakadályozni. 1947-ben azonban engedélyezték a Spanyol Eszperantó Föderáció megalapítását, és nem sokkal ezután a spanyol kongresszusok újraindultak. A Boletín nemzeti közlöny 1949 januárja óta jelenik meg.

### Japán
Az Eszperantó Enciklopédia (1934) szerint a szervezett japán eszperantó mozgalom korszaka 1906-ban kezdődött, amelyet Japánban az anarchizmus kezdetének neveznek.
1910-ben a kormány letartóztatott több baloldali aktivistát, és tizenkét embert, közülük több anarchistát halálra ítélt, azzal a váddal, hogy merényletet terveztek a császár ellen. 1931 januárjában megalakult a Japán Proletár Eszperantista Szövetség; 1932-ben megtartották a második kongresszust, de nyilvánosan tiltva volt. 1934-ben a JPEU-t már szétverte a rendőrség. A kormány görögdinnyeként metaforizálta a (kommunista) eszperantistákat. Piros a belseje, de a burok zöld, mert az eszperantisták kívülről nyelvészeknek tűnnek, de valójában kommunisták.

## Nacionalista zaklatások a demokratikus országokban

### Franciaország
1922-ben a francia közoktatási miniszter (Léon Bérard) hivatalos körlevélben minden francia iskolában betiltotta az eszperantó tanítását vagy propagálását. Elérte, hogy a Népszövetség bizottsága, amelynek szavaznia kellett az eszperantó nemzetközi segédnyelvként való használatáról, elutasítsa azt.

## Kommunista országokban

### Aranykor és remények
Az orosz forradalom győzelme után az orosz eszperantisták többségükben nagy reményekre ébredtek. A szocialisták internacionalista irányzata azt feltételezte, hogy az új rendszer támogatni fogja az eszperantó bevezetését. Az Oktatási Népbiztosságnál bizottságot hoztak létre, amely a nemzetközi nyelv iskolai bevezetésének lehetőségét vizsgálta.
A 3. Internacionálé második kongresszusán számos küldött – köztük Ángel Pestaña spanyol anarchista – javasolta az eszperantó elfogadását a nemzetközi kapcsolatok hivatalos nyelveként.
1921-ben megalakult a Szovjet Eszperantó Unió (SEU), amely Ernest Drezen elnöklete alatt hatalmas erőre és tekintélyre tett szert. Azonban hamarosan kommunista irányzatot kapott, ami összeütközésekhez vezetett a globális Sennacieca Asocio Tutmonda-val (SAT). A Szovjetunión belül is különböző aktivisták kritizálták a SEU orientációját, és inkább a SAT téziseit részesítették előnyben. Ez a csoport, amelybe N. Futerfas, Gregory Demidyuk, N. Nekrasov és V. Poljakov tartozott, kiadta a The New Age magazint, amely hamarosan összetűzésbe került Drezennel, és amelynek megjelenését ideiglenesen felfüggesztették.
1924 után megszervezték a proletár nemzetközi levelezést, az eszperantó segítségével szovjet állampolgárok és külföldiek kapcsolatának kiépítésére. Nagy sikert és tekintélyt ért el. Néhány év elteltével azonban olyan kritikákat mondtak rá, amelyek szerint az információcsere nem volt kellően ellenőrizve.

### Pusztulás 1936 után
Az 1930-as években a SEU és a SAT közötti nézeteltérések felerősödtek. A szovjet aktivisták kénytelenek voltak elhatárolódni ez utóbbi szervezettől, és a SEU egy új, kommunista irányzatú globális egyesület, az 1932-ben alapított Proletár Eszperantisták Nemzetközi Szövetsége (IPE) létrehozását részesítette előnyben. 1936-ban megszűntek az eszperantó nyelvű rádióadások a Szovjetunióban. 1937-ben még voltak hírek Nyugat-Európában az országban szervezett különféle tevékenységekről, például a Spanyol Köztársaságért harcolók támogatásáról. A kapcsolatok azonban egyre ritkábbak lettek. 1938-ban bejelentették, hogy a SEU új szakaszába lép, Nyikolaj Nekrasov vezetésével, de magyarázat nélkül, hogy mi történt Drezennel. Csak évekkel később derült ki, hogy lelőtték. Hasonló sorsra jutott más vezető is, például Nekrasov és Vlagyimir Varankin író. Különféle becslések szerint 30 000 szovjet eszperantistát tartóztattak le, akik közül kb. 2000-en haltak meg az első évben.

### Zaklatás és kontrollált tolerancia a "stagnálás korszakában"
1952 májusában az eszperantó mozgalom két fő szervezete, az UEA és a SAT úgy döntött, hogy közösen lépnek fel a mozgalom Szovjetunióban történő visszaszorítása érdekében, és egy nyílt levelet küldtek Sztálinnak. A mozgalom fokozatosan újjáéledt. 1953-ban Sztálin meghalt, utódai pedig rugalmasabb politikát folytattak. Az UNESCO általános konferenciáján, amelyen az eszperantót kedvezően ítélték meg, a szovjet delegáció tartózkodott. Ez lehetővé tette az eszperantista egyesületek újjáalakítását, a nyelv propagálását, de csak különféle zaklatásokkal ill. hatósági ellenőrzésekkel.

## Fordítás
- Ez a szócikk részben vagy egészben  a   Persekutado kontraŭ esperantistoj című eszperantó Wikipédia-szócikk ezen változatának fordításán alapul.  Az eredeti cikk szerkesztőit annak laptörténete sorolja fel. Ez a jelzés csupán a megfogalmazás eredetét és a szerzői jogokat jelzi, nem szolgál a cikkben szereplő információk forrásmegjelöléseként.